# Hansjürgen Rösner
Hansjürgen Rösner (* 6. Dezember 1914 in Schwerin; † 25. Oktober 1964) war ein deutscher Politiker (CDU). Er war Abgeordneter der Volkskammer der DDR sowie Mitglied des Präsidiums des Hauptvorstandes und Vorsitzender der Bezirksverbände Schwerin und Ost-Berlin der CDU.

## Leben
Rösner, Sohn eines Tapezierers, besuchte die Volksschule und das Gymnasium. Er legte das Abitur ab und studierte von 1933 bis 1935 Theologie. Nach dem Abbruch des Studiums arbeitete er von 1936 bis 1945 als Hilfsarbeiter bzw. technischer Angestellter bei den Arado-Flugzeugwerken in Warnemünde.
Nach dem Zweiten Weltkrieg war er zunächst als Landarbeiter tätig, dann bis 1948 als Referent für Wirtschaftsstatistik bei der Industrie- und Handelskammer des Landes Mecklenburg sowie als Angestellter im Amt für Wirtschaftsplanung der Landesregierung Mecklenburg. Er wurde 1945 Mitglied der CDU. Im Jahr 1948 wurde er als Sekretär des CDU-Kreisverbandes Schwerin in die erste hauptamtliche Parteifunktion berufen. Von 1950 bis 1952 fungierte er als Sekretär des CDU-Landesvorstandes Mecklenburg.
Mit Bildung der Bezirke in der DDR 1952 wurde er Vorsitzender des CDU-Bezirksverbandes Schwerin. Diese Funktion hatte er bis zum 21. November 1958 inne. Von 1953 bis 1958 war er Abgeordneter des Bezirkstages Schwerin. Ab 1952 gehörte er als Mitglied dem Hauptvorstand der CDU an und war von Oktober 1958 (9. Parteitag) bis Juni 1960 (10. Parteitag) Mitglied des Präsidiums des Hauptvorstandes. Von November 1958 bis 1960 war er Mitglied des Nationalrates der Nationalen Front und des Büros des Präsidiums des Nationalrats.
Ab Juli 1958 war er als Mitglied der CDU-Fraktion Abgeordneter der Volkskammer, zuletzt ab November 1963 als Berliner Vertreter. Er war von 1958 bis 1963 Mitglied des Justizausschusses und ab 1963 des Jugendausschusses der Volkskammer.
Von Juni 1960 bis 1961 war er Sekretär für Kader-, Kirchen- und Kulturpolitik des Hauptvorstandes der CDU (Nachfolger von Otto Kalb) und von Juni 1960 (10. Parteitag der CDU) bis Oktober 1964 (11. Parteitag) Sekretär des Zentralen Untersuchungsausschusses der CDU, danach Beisitzer. Vom 27. November 1961 bis zu seinem Tod 1964 war er Vorsitzender des Bezirksvorstandes Berlin der CDU. Ab Oktober 1963 war er auch Mitglied der Berliner Stadtverordnetenversammlung. 
Rösner starb im Alter von 49 Jahren und wurde auf dem Zentralfriedhof Friedrichsfelde bestattet.

## Auszeichnungen
- 1955 Ehrennadel der Nationalen Front
- 1957 Ernst-Moritz-Arndt-Medaille
- 1957 Goldene Ehrennadel des Deutschen Friedensrates
- 1958 Vaterländischer Verdienstorden in Bronze
- 1958 Ehrennadel der CDU
- 1962 Johannes-R.-Becher-Medaille in Silber
- 1964 Ehrennadel der Gesellschaft für Deutsch-Sowjetische Freundschaft in Gold
- Verdienstmedaille der DDR
- Otto-Nuschke-Ehrenzeichen in Silber

## Weblink
- Eintrag in MV-Data. Die biografische Datenbank